# Districtul El Eulma
El Eulma este un district din provincia Sétif, Algeria.